# St. Pankratius (Koblenz)

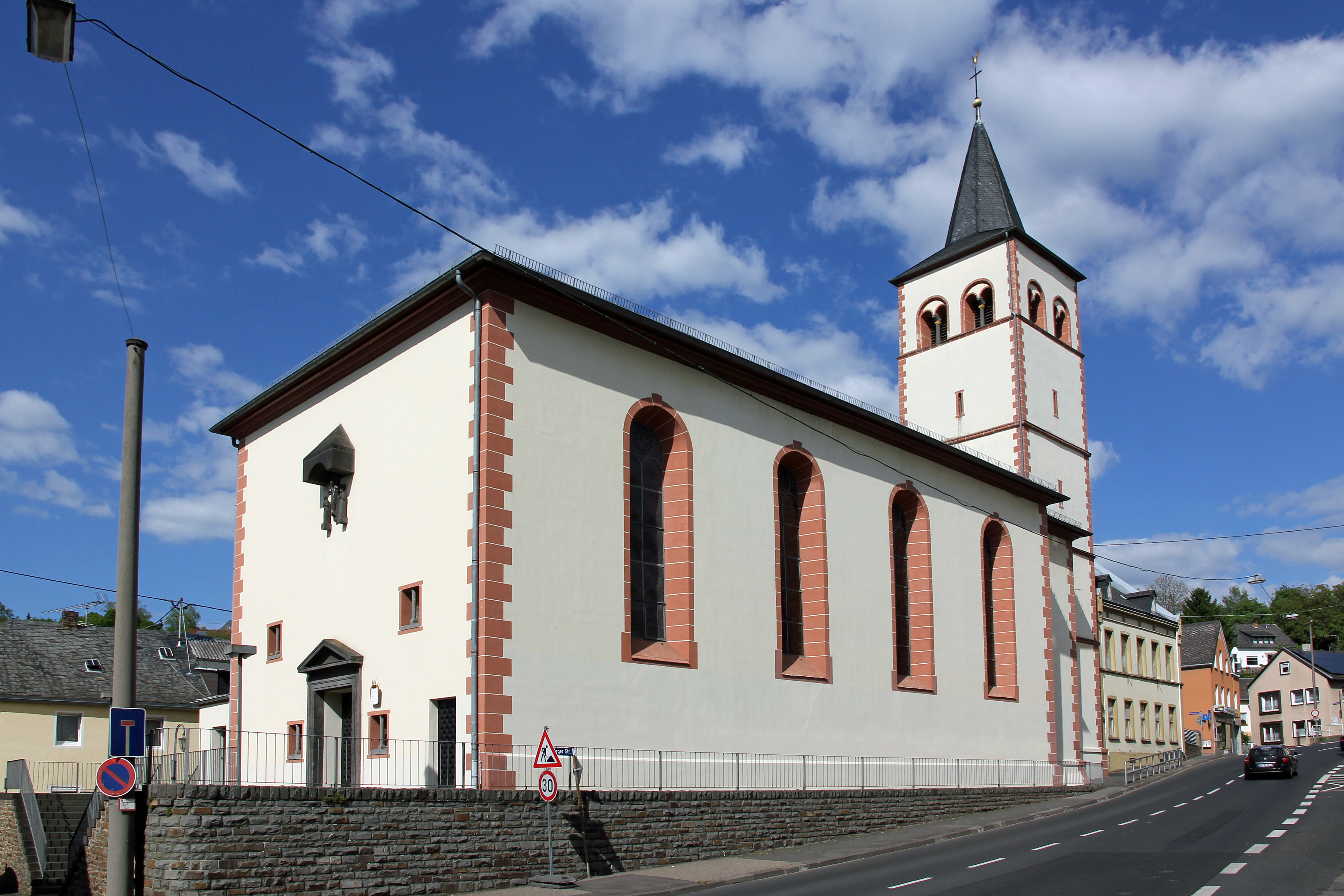
Die Pfarrkirche St. Pankratius in Koblenz-Niederberg

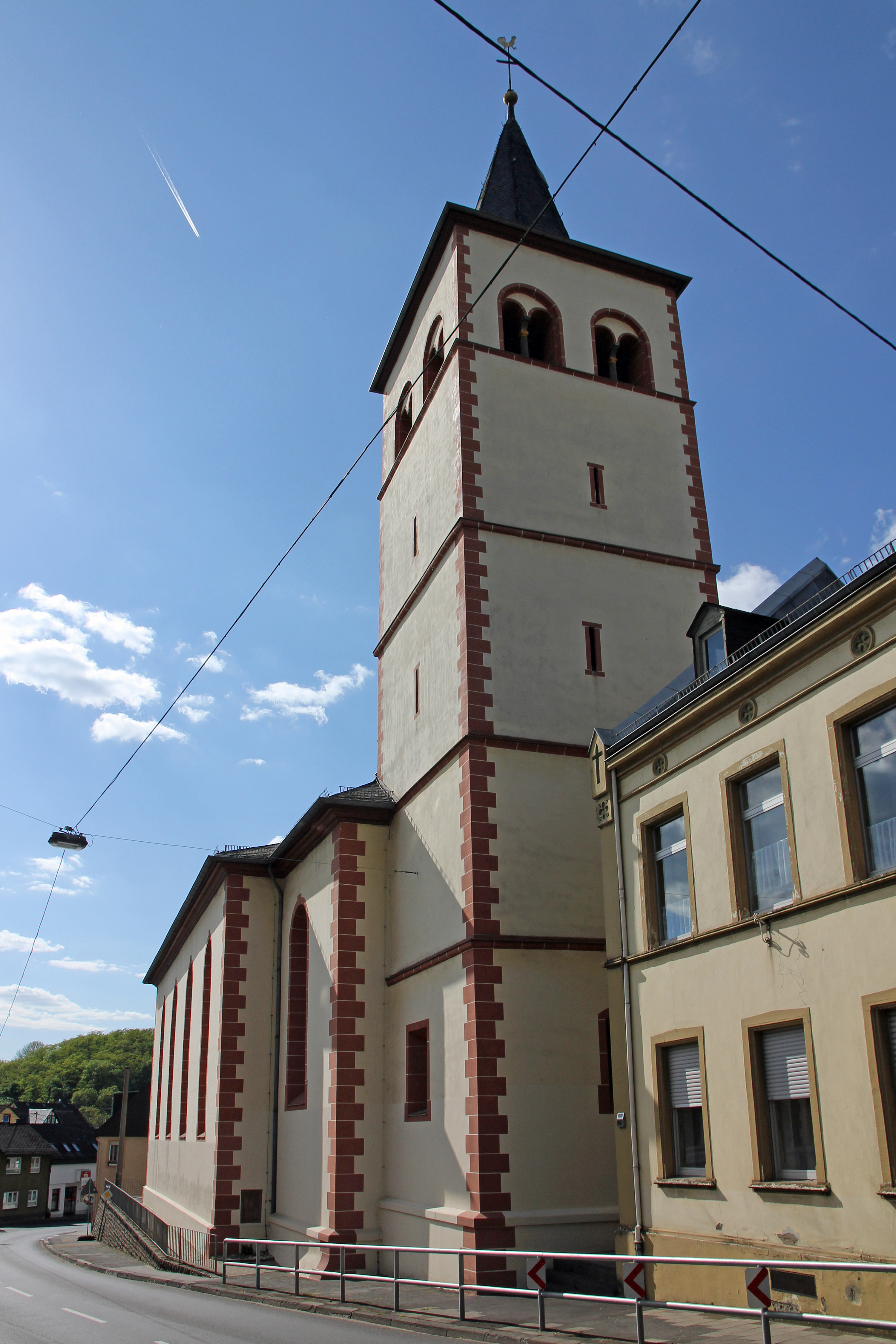
Der Ostturm von St. Pankratius

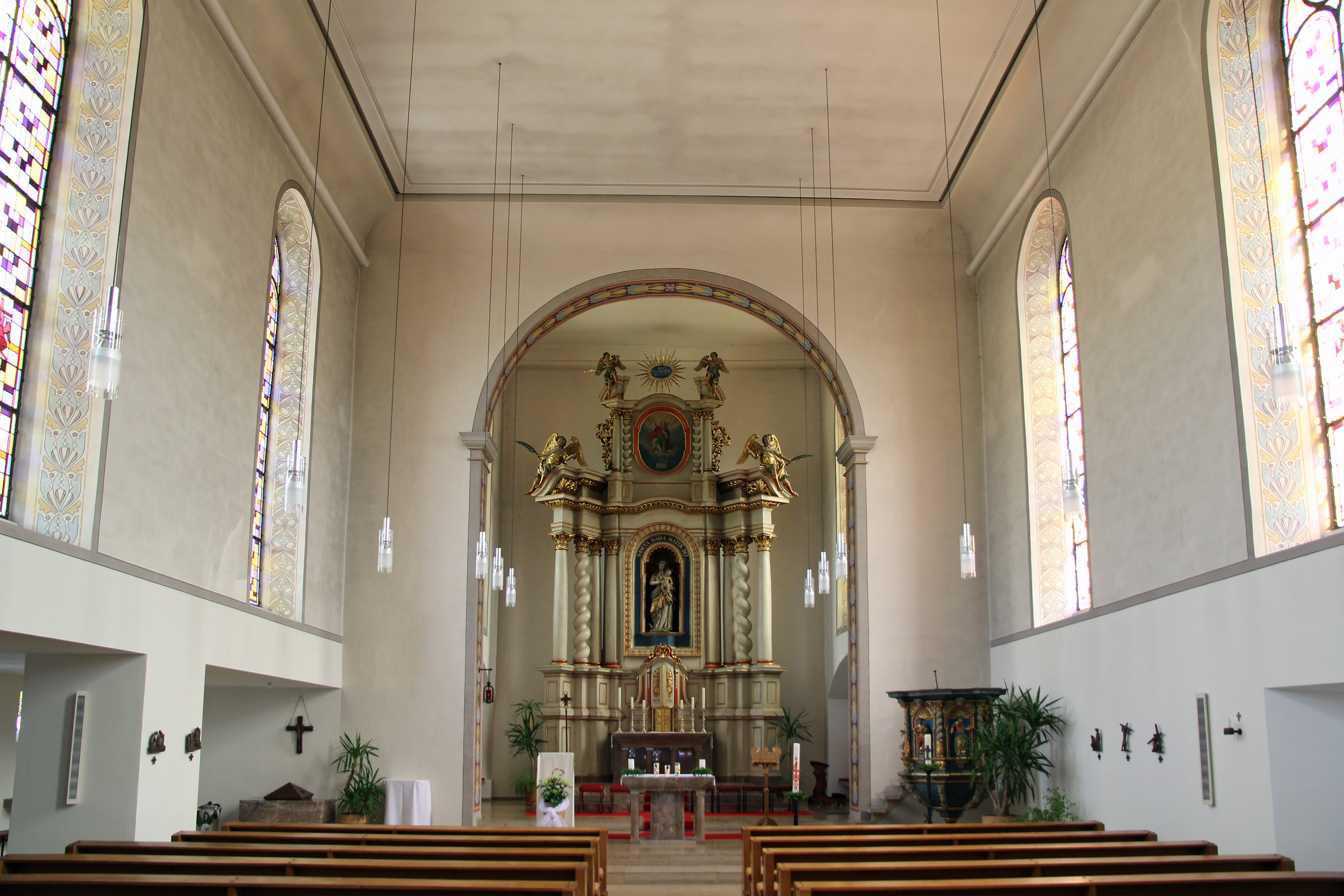
Innenraum

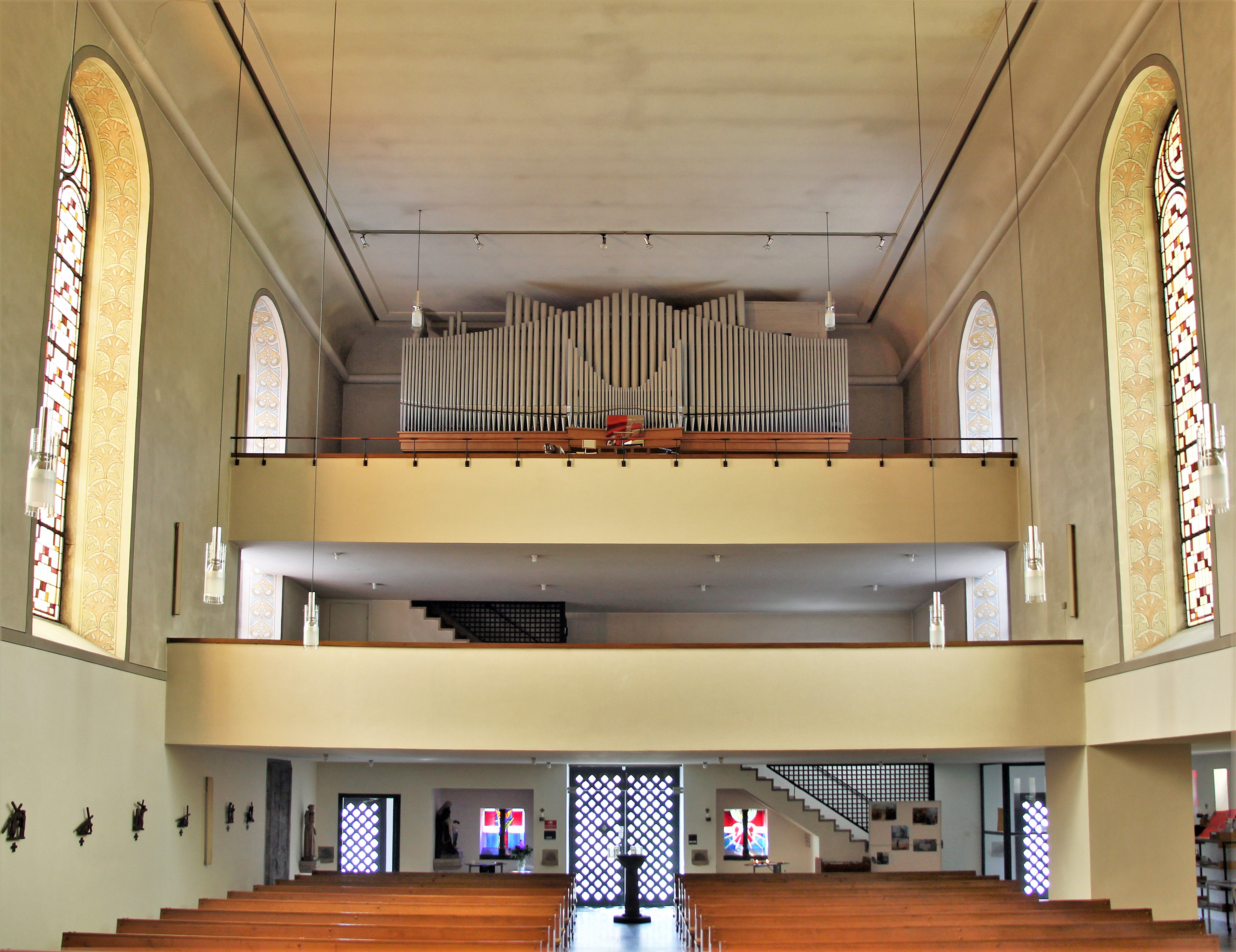
Innenraum mit der Orgel

Die Pfarrkirche St. Pankratius ist eine katholische Kirche in Koblenz. Die Pfarrkirche im Stadtteil Niederberg wurde unter Einbeziehung von Teilen einer im 11. Jahrhundert erbauten Vorgängerkirche um 1740 errichtet, 1806 nach Kriegseinwirkungen verändert wiederaufgebaut und 1959 erweitert. Sie trägt das Patrozinium des heiligen Pankratius.

## Geschichte
Eine erste Kirche in Niederberg wurde in einer nicht datierten Urkunde des Trierer Erzbischofs Egilbert von Ortenburg (1040–1101) erwähnt, in der er sie der Abtei St. Eucharius in Trier schenkte. In den Jahren 1217/18 wurde sie der Abtei St. Matthias (vormals St. Eucharius) inkorporiert. Im späten 14. Jahrhundert umfasste die Pfarrei im Landkapitel Engers neben Niederberg auch Mülheim im Tal (heute Ehrenbreitstein), Urbar und Simmern. Mit Bau der Heilig-Kreuz-Kirche wurde Ehrenbreitstein 1711 selbstständig, 1826 schied Simmern und 1944 Urbar aus.
Nachdem die Kirche im schlechten Zustand war, wurde um 1740 mit dem Neubau der Kirche begonnen. Während der Belagerung der Festung Ehrenbreitstein 1795 durch die französische Revolutionsarmee wurden der Ort und die Kirche in Mitleidenschaft gezogen. Das schwer beschädigte Bauwerk wurde 1802–1806 nach Plänen des nassauischen Baudirektors Seitz verändert wiederaufgebaut. Das östlich anschließende Pfarrhaus wurde 1861 nach Plänen des Koblenzer Architekten Hermann Nebel errichtet.
Nach Beseitigung der Kriegsschäden 1946–1947, die im Zweiten Weltkrieg entstanden sind, wurde die Kirche 1959 nach Plänen des Architekten Gottfried Böhm aus Köln erweitert. Dabei wurde eine Sakristei und das nördliche Seitenschiff angebaut. Im Inneren wurde die Kirche zuletzt 1980 renoviert. Ein neuer Zelebrationsaltar wurde am 5. Oktober 1982 eingeweiht. Im Jahr 2004 wurde im Erdgeschoss des Turms ein Gebets- und Meditationsraum eingerichtet. In diesem „Sergiusraum“ wurden die Reliquien der Heiligen Sergius und Engelinda aufgestellt. 

## Bau und Ausstattung

### Außen
Die Pfarrkirche St. Pankratius ist ein Saalbau mit eingezogenem Rechteckchor und einem romanischen früheren Chorturm im Osten aus der Erbauungszeit der ersten Kirche. Beim Wiederaufbau 1806 wurde das neue drei Achsen lange Kirchenschiff mit großen Rundbogenfenstern ausgeführt. An der Nordwand ist die Gliederung mit Lisenen erhalten. Bei der Erweiterung 1959 wurde das Schiff im Westen um eine weitere Achse verlängert. Dabei wurde auf der Nordseite ein niedrigeres Seitenschiff unterhalb der Fenster angebaut. Gleichzeitig wurde eine Terrasse um die Kirche angelegt.
Der fünfgeschossige Ostturm besitzt je Stockwerk ein Gesims. In der Glockenstube im Obergeschoss sind auf jeder Seite je zwei Biforienfenster eingebaut, die wahrscheinlich beim Wiederaufbau 1806 erneuert wurden.

### Innen
Im Inneren sind das Schiff und der Chor flach gedeckt. An der neuen westlichen Innenwand wurden 1959 zwei übereinanderliegende Emporen aus Beton eingebaut. Das Erdgeschoss im Turm besitzt ein Kreuzgratgewölbe, das wohl vormals der Chor der mittelalterlichen Kirche war. Hier steht ein neugotischer Reliquienschrein, geschaffen 1872 vom Koblenzer Kunstschreiner Ernest, für die Häupter der heiligen Sergius und Engelinda. Die Reliquien wurden 1806 aus der abgebrochenen Klosterkirche in Beselich übernommen.
Der Hochaltar stammt aus dem späten 17. Jahrhundert und wurde 1842 aus der aufgegebenen Pfarrkirche St. Servatius in Güls hierher verkauft. Der barocke Hochaltar mit je zwei glatten und einer gewendelten Säule sowie einem Pilaster auf jeder Seite ist in Weiß und Gold gefasst. In einer zentralen Nische besitzt er eine vollplastische Statue der Muttergottes mit Kind und im Auszug ein ovales Bild des heiligen Laurentius über der Niederberger Kirche, geschaffen 1847 von Johann Jakob Verflassen. Der marmorne Altartisch stammt von 1966.
Die Kanzel in der Südwestecke des Schiffs wurde Mitte des 17. Jahrhunderts aus der Koblenzer Franziskanerkirche übernommen. Der polygonale Kanzelkorb mit Figuren der vier Evangelisten zwischen Wendelsäulchen besitzt polimentglanzvergoldete Ornamentik im Ohrmuschelstil und einen blau marmorierten Korpus.
Des Weiteren befindet sich in der Kirche am Westende des Schiffs eine Grabplatte aus grauem Marmor für den kurfürstlichen Rat Johann Andreas Pauli († 1730) und ein Kriegerdenkmal aus hellem Sandstein in Form eines neubarocken Epitaphs mit einem Relief des heiligen Georgs zu Pferd, der einen Drachen tötet.

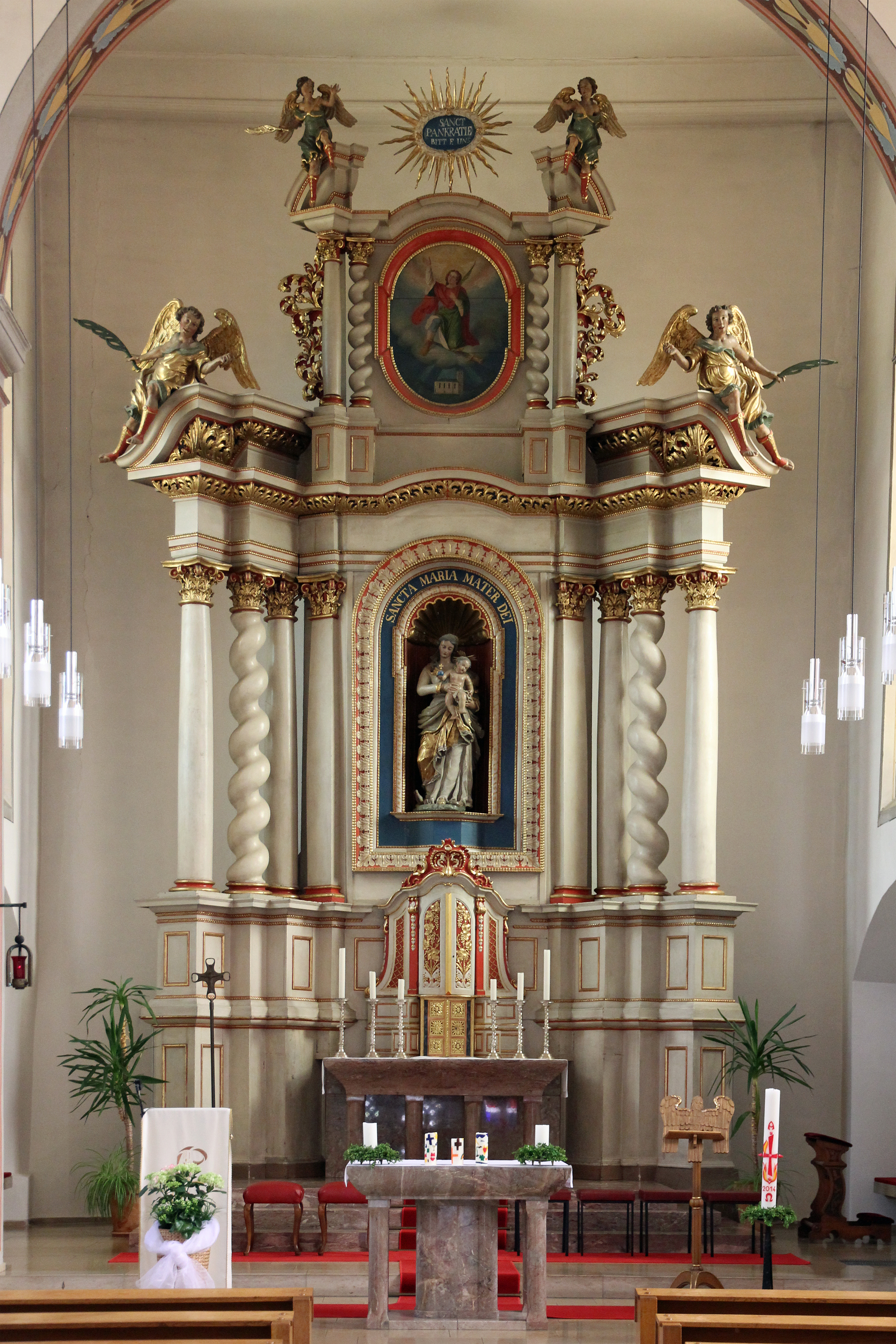
Hochaltar
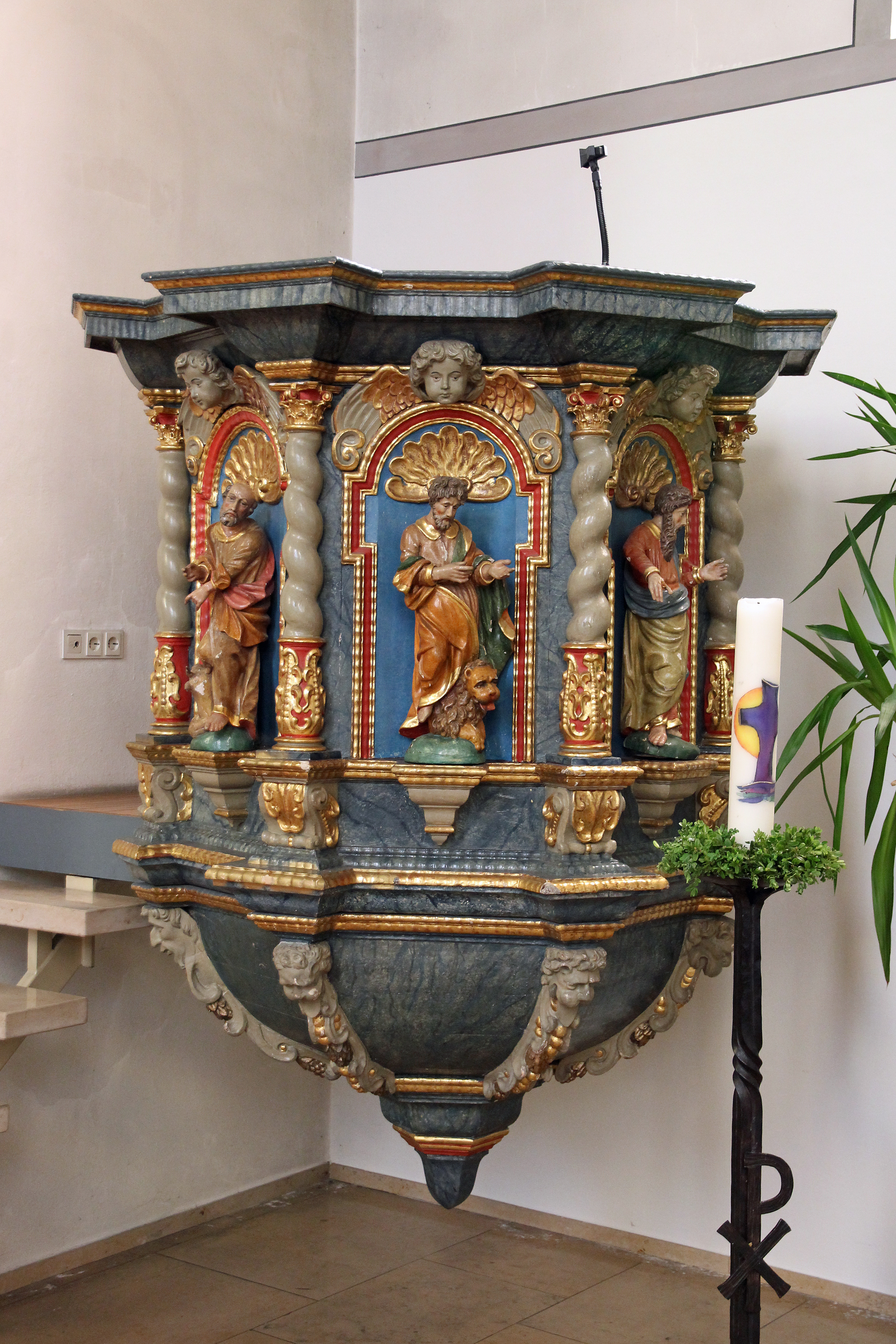
Kanzel
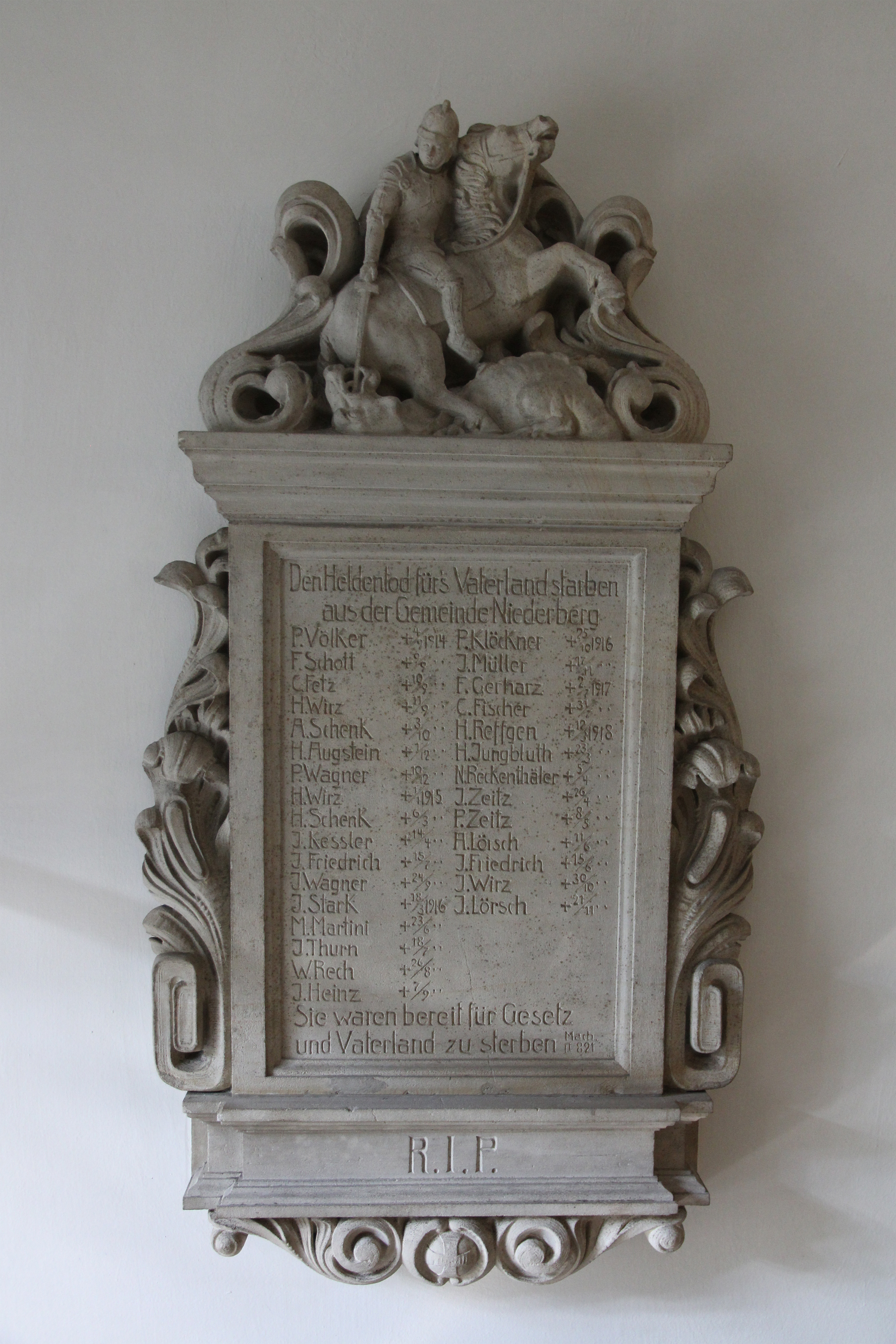
Kriegerdenkmal
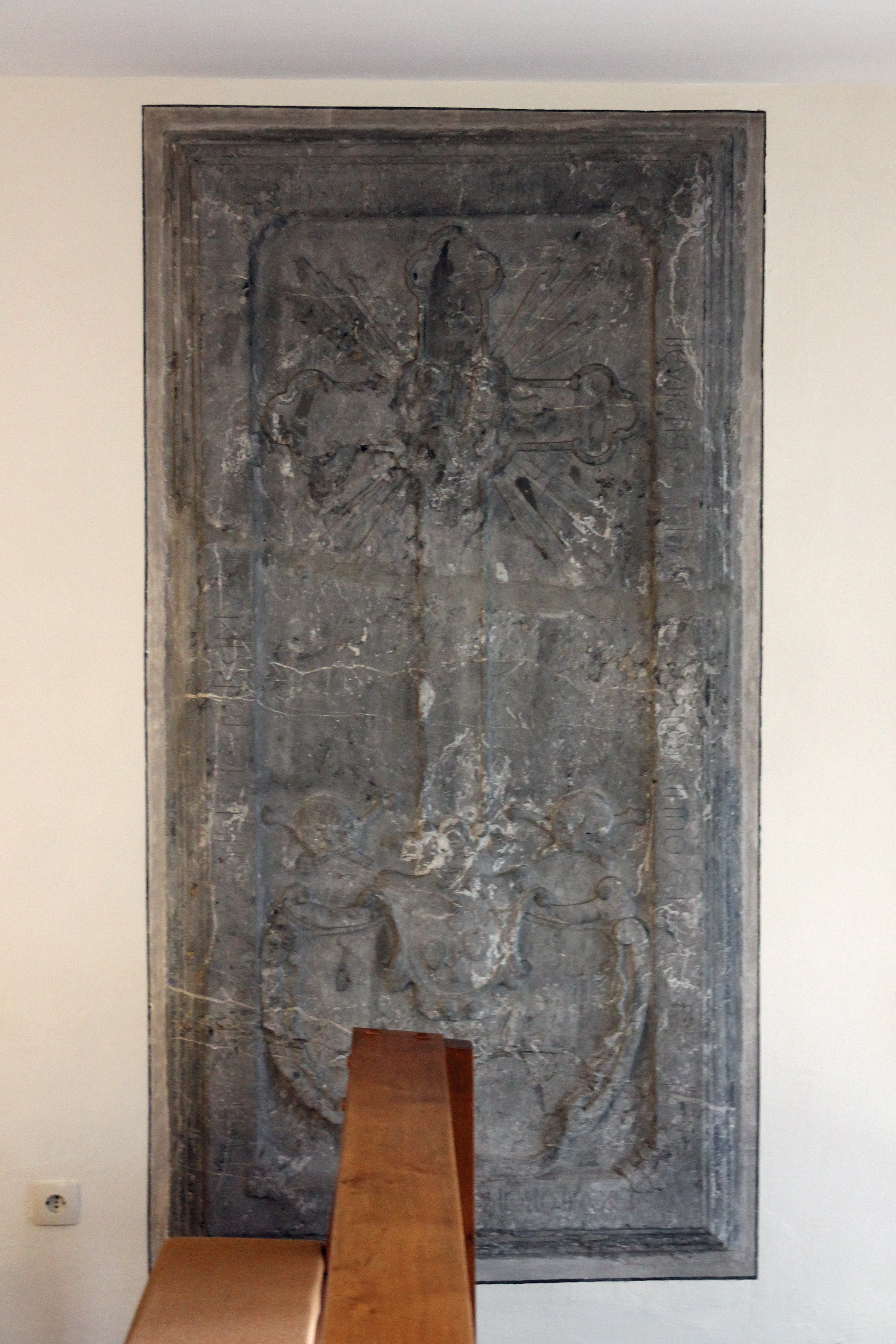
Grabplatte

### Glocken
Im Turm hängen vier Glocken aus Bronze. Im Einzelnen sind dies die 1872 von der Gießerei Christian Claren aus Sieglar geschaffene Marienglocke (b) und drei weitere Glocken (es-ges-as), geschaffen 1954 von der Glockengießerei Albert Junker aus Brilon.

## Pfarreiengemeinschaft
St. Pankratius ist Teil der im Oktober 2005 gegründeten „Pfarreiengemeinschaft Koblenz Rechte Rheinseite“, zu der auch die Maria Himmelfahrt auf dem Asterstein, St. Nikolaus in Arenberg, St. Peter und Paul in Pfaffendorf, die Heilig-Kreuz-Kirche in Ehrenbreitstein, St. Maximin in Horchheim, St. Aldegundis in Arzheim und St. Martin auf der Pfaffendorfer Höhe gehören.

## Denkmalschutz
Die Pfarrkirche St. Pankratius ist ein geschütztes Kulturdenkmal nach dem Denkmalschutzgesetz (DSchG) und in der Denkmalliste des Landes Rheinland-Pfalz eingetragen. Sie liegt in Koblenz-Niederberg in der Arenberger Straße.
Seit 2002 ist die Pfarrkirche St. Pankratius Teil des UNESCO-Welterbes Oberes Mittelrheintal.